# 齋藤遼
齋藤遼（さいとう　りょう、1990年12月5日 - ）は、日本の俳優。
埼玉県出身。田辺エージェンシー、ラムズに所属していた。身長174cm。

## 人物
- 芸能界デビューは智一・美樹のラジオビッグバンの第6期BGP（アシスタント）。
- 尊敬している芸能人は声優の関智一。
- 特技は野球、走り高跳び、UFOキャッチャー。
- 趣味は映画鑑賞、走り幅跳び、ぶらり旅。
- 漢字がとても苦手で、よく読み間違いをしてしまう。

## 出演

### ドラマ
- ここはグリーン・ウッド 〜青春男子寮日誌〜 (2008年7月2日〜2008年9月、tvk)　-　香取　役
- 太陽と海の教室 (2008年7月21日〜2008年9月22日、フジテレビ)　-　石上雄太　役
- アニメイト・コンシェルジュ　-　恵虎史　役

### ラジオ
- 智一・美樹のラジオビッグバン (2006年11月6日 - 2007年9月30日、文化放送)　-　第6期BGP（アシスタント）